# ホテル京阪 ユニバーサル・タワー
ホテル京阪 ユニバーサル・タワー（ホテルけいはん ユニバーサル・タワー、英: HOTEL KEIHAN UNIVERSAL TOWER）は、大阪府大阪市此花区に所在するホテル京阪が運営するシティホテル。
2008年3月31日まで同一施設でホテル日航ベイサイド大阪として営業されていた。

## 概要
綜合警備保障 (ALSOK) 設立者の資産管理業務と不動産業を営む綜合商事（東京都、綜合警備保障の筆頭株主）が、ユニバーサルシティ駅隣接の西日本旅客鉄道の社有地を定期借地契約し、2000年7月28日に超高層ホテルを着工。JALホテルズへ開業後20年間の運営委託契約を締結し、2002年4月27日に竣工と同時にニッコー・ホテルズ・インターナショナル (NHI) の「ホテル日航ベイサイド大阪 (Hotel nikko Bayside Osaka) 」として開業した。
ユニバーサル・スタジオ・ジャパン（以下、USJ）に隣接する商業施設、ユニバーサル・シティウォーク大阪（UCW）とユニバーサルシティ駅の中間部に所在する。地上33階建て・高さ地上120メートルの・客室数641部屋とUSJ界隈では最高層の建物であり、USJのゲート付近からも望める一際目立つ建物である。
上層部には京阪グループのCIマーク（Kを模したもの）が掲げられているが、ホテル日航ベイサイド大阪だった頃はホテル日航大阪やJRタワーホテル日航札幌のようにNHIの噴水マークではなく、ホテル日航成田などと同じく「JALロゴ」であった（開業当初は1990年のもの、2003年後半頃に太陽のアークへ差し替え）。
31階には地下1,000メートルから温泉を汲み上げた上げた展望浴場「スパーク」がある。利用は当初宿泊者限定であったが、2004年頃よりレストランなどとのパックプランにより日帰り利用が可能である。地上110メートルのコクーンの眼下にはUSJやベイエリアの景色が広がる。UCWと接する2階路面にはローソンとハーゲンダッツ（店名はどちらもホテル名）がホテル日航ベイサイド大阪開業時から出店している。
ホテル日航時代は、株式会社ユー・エス・ジェイとはライセンス契約を締結していない関係からパートナーホテルに指定されず、ホテル側も「JALテーマパークリゾート」というホテル日航東京（現：ヒルトン東京お台場）と並びリゾート色の濃いコンセプトを掲題していた。

## 交通
- JR桜島線（ゆめ咲線）ユニバーサルシティ駅から徒歩すぐ

## 運営会社の異動
2007年10月2日にJALホテルズは2008年3月31日で閉館し、運営契約を終了とする旨を発表。赤字の要因である賃料の引き下げ交渉が家主である綜合商事と折り合い付かないとされ、家主側は新たな運営者を探していることが報道される。
2008年2月13日、京阪グループのホテル運営会社のホテル京阪がJALホテル撤退後の新たな運営委託先となることが発表される。同年3月31日のチェックアウトでホテル日航ベイサイド大阪としての営業を終了。
2008年5月21日より建物をほぼそのまま使用した状態でホテル京阪 ユニバーサル・タワーとしてリニューアルオープン、同時にUSJオフィシャルホテルに登録された。ホテル京阪としては2001年のUCW開業時から「ホテル京阪ユニバーサル・シティ」も運営しており、同社はUSJエリアのホテルで客室数の大半を有することになると共に、客室数など最大規模のチェーンホテルとなっているが、ホテル京阪ユニバーサルシティは2021年5月6日で営業終了し、ホテルマネージメントジャパンの運営で「オリエンタルホテル ユニバーサル・シティ」としてリブランドされる。

## ユニバーサル・スタジオ・ジャパンとの提供・協賛関係
前身のホテル日航ベイサイド大阪だった頃は、ユニバーサル・シティウォーク大阪から至近であるにも関わらず、家主の綜合商事が株式会社ユーエスジェーとオフィシャルホテルに関わるライセンス契約を締結しなかった。これによりホテル側は一切「USJ」のロゴや商標が広告などで使用出来ず、USJのウェブサイトにも情報が一切掲載されず、USJからの案内もなかった。
現名称となってからはホテル京阪 ユニバーサル・シティとの兼ね合いからかライセンス契約を締結しており、オフィシャルホテルとしてのUSJにおける各種サービスが提供されている。